# Roestknolknikmos
Roestknolknikmos (Bryum microerythrocarpum) is een soort uit het geslacht knikmos (Bryum). Het bladmos komt voor kale vochtige bodem. Het is bekend van lemig of fijn zand.

## Determinatie
Roestknolknikmos wijkt van braamknikmos en aardappelknikmos duidelijk af door de vaak wat bootvormige, ongezoomde blaadjes met vrijwel gave bladrand en door tuberkenmerken. Broedknollen komen alleen ondergronds voor.

## Ecologie
Roestknolknikmos is waarschijnlijk een algemene soort in grazige vegetatie en langs paden met uitzondering van de kleigebieden. In natuurontwikkelingsterreinen in de duinen, op de hogere zandgronden en in de laagveengebieden vormt roestknolknikmos groene tot sterk rood aangelopen plakkaten. Het groeit vaak samen met oranjeknolknikmos, Ditrichum, soorten uit de Pohlia annotina-groep en gewoon knikkertjesmos. 

## Verspreiding
In Nederland komt roestknolknikmos vrij zeldzaam voor. Het staat niet op de rode lijst en is niet bedreigd. Het roestknolknikmos werd vanaf 1971 in Nederland onderscheiden. Sporenkapsels komen vrij algemeen voor.